# ويند توكرز
ويند توكرز (بالإنجليزية: Windtalkers)‏ هو فيلم دراما تم إنتاجه في الولايات المتحدة وصدر في سنة 2002. من بطولة نيكولاس كيج وبيتر ستورمار ومارك رافالو وكريستين سلاتر.

## قصة الفيلم
الفيلم قصة حقيقية عن استخدام القوات الامريكية ل اللهجة الخاصة بالهنود الحمر في الشفرات الخاصة بها في مسرح عمليات المحيط الهادئ خلال الحرب العالمية الثانية.
حيث يتم احضار أثنين من الهنود للخدمة بالجيش في المحيط الهادئ لاتقانهم لهجتهم وهم ادرى بها. ويكون مرافق لهم «نيكولاس كيج»
وهم تحت قيادته ومطالب بالحفاظ على حياتهم وعدم السماح بأسرهم وأن أضطر إلى قتلهم لعدم تسريب الشفرة الخاصة بالقوات الامريكية.
يقوم الثلاثى بخوض معارك عديدة وتساهم الشفرة الجديدة في حسم معارك عديدة للامريكين ولكن يسقط أحد الهنود قتيل في ميدان المعركة ويسقط نيكولاس كيج أيضا.

## الميزانية والإيرادات
بلغت تكلفة إنتاج الفيلم حوالي 115 مليون دولار بينما حقق أرباحا تقدر بـ 77.6 مليون دولار.

## روابط خارجية
- ويند توكرز على موقع IMDb (الإنجليزية)
- ويند توكرز على موقع ميتاكريتيك (الإنجليزية)
- ويند توكرز على موقع روتن توميتوز (الإنجليزية)
- ويند توكرز على موقع نتفليكس (الإنجليزية)
- ويند توكرز على موقع قاعدة بيانات الأفلام العربية
- ويند توكرز على موقع ألو سيني (الفرنسية)
- ويند توكرز على موقع Turner Classic Movies (الإنجليزية)
- ويند توكرز على موقع أول موفي (الإنجليزية)
- ويند توكرز على موقع بوكس أوفيس موجو (الإنجليزية)
- ويند توكرز على موقع فيلمافينيتي (الإسبانية)